# Zacharias Lönbom
Zacharias Lönbom, född 1673 i Svinhults socken, död 27 februari 1732 i Klockrike socken, var en svensk kyrkoherde i Klockrike församling.

## Biografi
Zacharias Lönbom föddes 1673 i Svinhults socken. Han var son till kyrkoherden i Västra Ryds socken. Lönbom blev 4 november 1697 student vid Uppsala universitet och prästvigdes 25 mars 1703 till komminister i Örtomta församling. Han blev 17 mars 1725 kyrkoherde i Klockrike församling och var samma år predikant på prästmötet. Lönbom avled 27 februari 1732 i Klockrike socken.

### Familj
Lönbom gifte sig första gången 26 december 1704 med Ingeborg Bergius (1679–1710). Hon var dotter till kyrkoherden Bothvidus Bergius i Örtomta socken. De fick tillsammans sönerna Mauritz Conard (1706–1751) och Botvid (1708–1708).
Lönbom gifte sig andra gången 16 oktober 1710 med Sigrid Bruzæus (1679–1711). Hon var dotter till kyrkoherden Benedictus Bruzœus i Risinge socken. De fick tillsammans sonen guldsmeden Nils Lönbom (1711–1781) i Söderköping.
Lönbom gifte sig tredje gången 17 juni 1712 mede Elsa Beata Planæus (1690–1732). Hon var dotter till kyrkoherden Petrus Nicolai Planæus och Christina Andersdotter i Dagsbergs församling. De fick tillsammans barnen Christina (1713–1732), Petrus (1714–1715), Sara, Anna Margareta, Sigrid, Petrus (född 1721), Maria Beata (1723–1803), Ingeborg (1725–1725) och Zacharias (född 1727).